# Randy Myers
Randall Kyrk Myers (né le 19 septembre 1962 à Vancouver, Washington, États-Unis) est un ancien lanceur de relève gaucher des Ligues majeures de baseball.
Il a joué pour six équipes de 1985 à 1998 et se classe parmi les dix meilleurs releveurs de l'histoire des majeures pour le nombre de matchs sauvegardés. Il a participé à quatre matchs des étoiles (1990, 1994, 1995 et 1997).

## Carrière
Choix de première ronde (9e au total) des Mets de New York en 1982, il fait ses débuts à la fin de la saison 1985 puis joue dans 10 rencontres en saison régulière 1986, sans être utilisé en séries éliminatoires.
Il devient joueur régulier des Mets en 1987 puis stoppeur attitré du club dès 1988, après le départ de Jesse Orosco. Il protège 26 victoires dans ce nouveau rôle et remporte deux gains en Série de championnat de la Ligue nationale à sa première apparition en séries d'après-saison. Les Mets s'inclinent cependant devant les Dodgers de Los Angeles.
Après une saison de 24 sauvetages en 1989, il passe aux Reds dans un échange de releveurs numéro un, Myers prenant le chemin de Cincinnati et John Franco celui de New York.
En 1990, Randy Myers mène l'équipe avec 31 sauvetages et forme, avec ses coéquipiers releveurs Rob Dibble et Norm Charlton, une redoutable équipe qui se fera connaître sous le surnom Nasty Boys. Myers protège trois des quatre gains des Reds sur les Pirates de Pittsburgh en Série de championnat et est nommé joueur par excellence de la série, conjointement avec Dibble. Après avoir lancé cinq manches et deux tiers sans accorder de point en première ronde éliminatoire, il n'accorde aucun point en 3 manches lors de la Série mondiale 1990, où il protège la victoire finale permettant aux Reds de ravir le titre aux Athletics d'Oakland.
Cincinnati expérimente en 1991, tentant de faire Myers un lanceur partant, ce qui donnera de très mauvais résultats. Échangé à San Diego en décembre, il retrouve avec les Padres son rôle de stoppeur, protégeant 38 victoires.
En 1993, il connaît la meilleure saison de sa carrière chez les Cubs de Chicago, établissant un nouveau record de la Ligue nationale (battu depuis) avec 53 matchs sauvegardés. Il passe trois saisons à Chicago. Le 28 septembre 1995 au Wrigley Field, un spectateur saute sur le terrain après que Myers ait accordé un coup de circuit et attaque le lanceur. Myers, qui pratique les arts martiaux, maîtrise l'individu et sort indemne de l'incident,.
Le lanceur gaucher a connu deux bonnes saisons avec les Orioles de Baltimore, où il est invité au match des étoiles pour la quatrième fois.
En 1998, il se joint aux Blue Jays de Toronto. Son ancienne équipe, les Padres, le réclame au ballotage en cours de saison, ce qui s'avérera une décision coûteuse. Les Padres, comptant déjà sur Trevor Hoffman comme releveur numéro un, réclamèrent Myers principalement pour éviter qu'un adversaire ne le fasse à leur place. Myers fut donc peu utile à l'équipe, et il demeura sous contrat au cours des deux années suivantes, à raison de près de 7 millions de dollars par saison, sans pour autant jouer un seul match.
Randy Myers a joué son dernier match dans les majeures en Série mondiale 1998. Il a réussi 347 sauvetages en carrière, ce qui le plaçait à l'issue de la saison de baseball 2008 au 9e rang de tous les temps.

## Honneurs et exploits
- A établi un record de la Ligue nationale avec 53 sauvetages en 1993, et a détenu seul cette marque jusqu'en 2002.
- A mené la Ligue nationale pour les sauvetages en 1993 et 1995.
- A mené la Ligue américaine pour les sauvetages en 1997.
- A mené toutes les ligues majeures pour les sauvetages en 1993 et 1997.
- A participé à 4 matchs des étoiles du baseball majeur (1990, 1994, 1995, 1997).
- A participé à deux Séries mondiales (1990, 1998).
- Gagnant de la Série mondiale 1990 avec les Reds de Cincinnati.